# Olga von Schmysingk
Olga Freiin von Schmysingk-Korff (auch: von Schmysinck) (* 24. Dezember 1863 in Lemberg, Galizien; † 25. Januar 1939 in Berlin-Moabit) war eine deutsche Schauspielerin, die vor dem Ersten Weltkrieg Theater spielte und 1918/19 in drei Stummfilmen mitwirkte.

## Leben
Ihr Familienname weist auf begüterten westphälischen Landadel mit europaweiten Verzweigungen hin.
Laut einer Notiz im Archiwum Państwowe w Poznaniu besaß von Schmysingk die österreichische Staatsbürgerschaft und führte den Adelstitel Freiin.
Laut einer Kritik in der Reichenberger Zeitung vom 8. November 1902 spielte Frau von Schmysingk in einer Aufführung des Lustspiels Im bunten Rock von Franz von Schönthan am Stadttheater Reichenberg i. B. die Rolle der Wirtschafterin Frau Bäckers. Sie erscheint auf den Besetzungslisten zwischen 1902 und 1904 Laut Eintrag im Berliner Adressbuch für 1919 wohnte sie in Berlin-Wilmersdorf in der Uhlandstraße 123.

## Filmografie
- 1918 Nixenzauber (Rolle: Herzogin)
- 1919 Im Dienste der Liebe, auch: Das Abenteuer eines Komödianten  (Rolle: Gesellschafterin)[9]
- 1919 Kinder der Liebe, 1. Teil (Rolle: Aline, Frau des Konsuls Herrmann)[10]